# Jiangyinbrug
De Jiangyinbrug (Chinees: 江陰長江大橋) is een hangbrug over de Yangtze in China. De brug verbindt de steden Jiangyin en Jingjiang. Over de brug loopt de G2. De hoofdoverspanning heeft een lengte van 1385 meter en behoort hiermee tot de tien langste hangbruggen ter wereld. De bouw begon in 1994 en op 28 september 1997 werd de brug officieel geopend. De bouwkosten van de brug waren 2,728 miljard Yuan hetgeen overeenkwam met 340 miljoen dollar. Schepen van 50 meter hoog kunnen de brug passeren.